# Roman Pipia
Roman Pipia (georgiska: რომან ფიფია), född 8 april 1966 i Georgiska SSR, Sovjetunionen
, är en georgisk affärsman.
Sedan januari 2011 är Pipia ordförande för den georgiska fotbollsklubben FK Dinamo Tbilisi. Som mål när han tillträdde posten satte man bland annat upp rekonstruktionen av klubbens träningsområde Digomi. 